# 相島新田
相島新田（あいじましんでん）は、千葉県我孫子市の大字。郵便番号270-1106。

## 地理
北は布佐、東は布佐下新田、南は相島、西は浅間前、北西は浅間前新田に隣接している。飛び地があり、相島、印西市発作に隣接している。

## 小字
小字は以下の通り。
- 堀前（ほりまえ）
- 悪水落（あくすいおち）
- 古堤（ふるつつみ）
- 堀向（ほりむこう）
- 中津（なかつ）
- 向中津（むかいなかつ）
- 水内植出（みずうちだし）
- 千間堤下水神前（せんげんつつみしたすいじんまえ）
- 下水神前（しもすいじんまえ）

## 歴史
江戸期は相島新田であり、下総国相馬郡のうち。江戸前期から手賀沼開墾により成立した新田村。寛文年間に開発され、天和2年から手賀沼新田請方の反高場となり、年貢を上納。享保10年までは布佐村下あるいは布佐村分と称した所のうちと思われ、幕府領。享保15年筧播磨守により手賀沼古新田のうち相島新田として検地され村高21石余、さらに明和3年・寛政6年にも検地が行われ、村高27石余となり、以後村高は「天保郷帳」「旧高旧領」ともに27石余で、「元禄郷帳」には見えない。慶応2年の割付によると、田2町8反余。小物成には、鳥猟運上永1貫880文、沼役永333文。鳥猟の布瀬村を親浜とする浜組へは天保7年から参加。検地帳での屋敷数は、享保年間1、明和年間2。

### 年表
- 1873年（明治6年） - 千葉県に所属。
- 1878年（明治11年） - 南相馬郡に編入。
- 1889年（明治22年）4月1日 - 町村制施行し印旛郡大杜村と南相馬郡布佐町が発足。
  - 飛地の字六軒堤根南・六軒堤根北は大杜村大字相嶋となる[5]。
  - 本村は布佐町大字相島新田となる[5]。
- 1897年（明治30年）3月30日 - 東葛飾郡が南相馬郡を編入し東葛飾郡布佐町となる。
- 1955年（昭和30年）4月29日 - 我孫子町・布佐町・湖北村と合併し我孫子町が発足。我孫子町相島新田となる。
- 1970年（昭和45年）7月1日 - 我孫子町が市制施行して我孫子市となる。我孫子市相島新田となる。

## 小・中学校の学区
市立小・中学校に通う場合、学区は以下の通りとなる。
| 番地 | 小学校                 | 中学校               |
| ---- | ---------------------- | -------------------- |
| 全域 | 我孫子市立布佐南小学校 | 我孫子市立布佐中学校 |

## 施設
- 井上家住宅
- 手賀沼終末処理場

## 交通

### 道路
- 国道
  - 国道356号